# Ласло Тісса
Ласло Тісса (угор. Tisza László; 7 липня 1907 — 15 квітня 2009) — американський фізик угорського походження, викладач.
Закінчив Будапештський університет, там же в 1932 р. захистив дисертацію; навчався також у Геттінгенському університеті і Лепцизькому університеті. З кінця 1920-х років був дружний з Едвардом Теллером. У 1932 м. був заарештований угорським урядом за комуністичні симпатії, провів 14 місяців у в'язниці. Після звільнення за рекомендацією Теллера працював у Харкові, в УФТІ, у групі Льва Ландау доти, поки в 1937 г. ця група не була розпущена, а низка її учасників заарештована; Тіссі вдалося перебратися до Парижа. У 1938 р разом з колегами Едвардом Теллером, Львом Ландау та Фріцем Лондоном він запропонував дворідинну модель гелію-II, що пояснювала механізм виникнення надплинності у цього газу.
Емігрував до США у 1941 році і до 1973 р. викладав у Массачусетському технологічному інституті. Займався теоретичною фізикою і філософією науки, особливо у застосуванні до термодинаміки і квантової механіки.

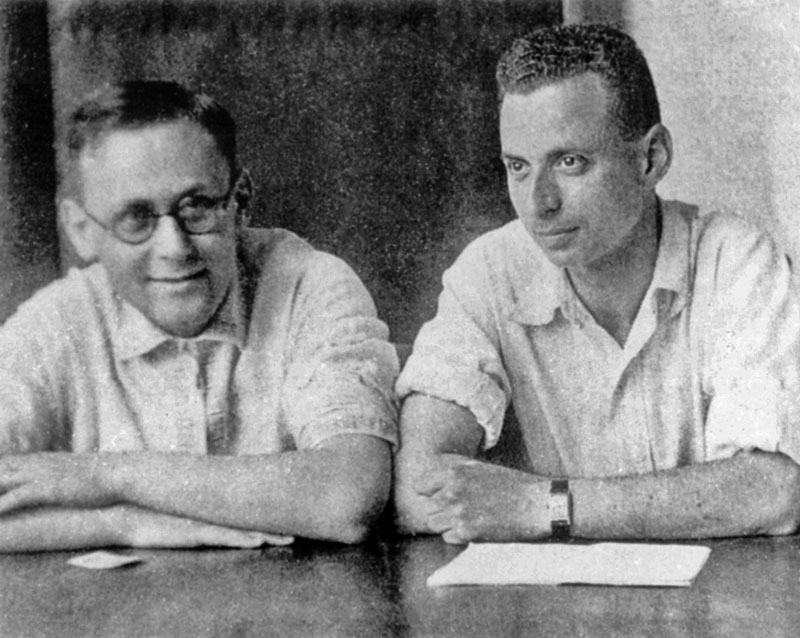
Ласло Тісса і Олександр Ахієзер під час роботи в УФТІ, 1936.